# Les Limiers de Bafut
Les Limiers de Bafut (titre : The Bafut Beagles), du naturaliste britannique Gerald Durrell, raconte l'histoire de l'expédition que Durrell a menée en 1949 au Cameroun britannique pour collecter des animaux pour les zoos, avec Kenneth Smith. Publié en 1954, c'était le troisième livre de Durrell destiné à un public populaire. 
Sa description d'un souverain autochtone, le Fon de Bafut, particulièrement remarquable, s'est avérée si populaire que Durrell lui a rendu visite à nouveau dans Un zoo dans mes bagages. Le livre dépeint le Fon principalement de manière humoristique, en évoquant sa polygamie, son point de vue anglophile et sa grande tolérance à l'alcool, mais aussi de manière plus flatteuse. Le Fon a offert à Durrell la tenue de cérémonie et le personnel lors de sa deuxième expédition. Le Fon, bien que non nommé, était Achirimbi II.